# Dauphiné

Lage der ehemaligen Provinz Dauphiné

Wappen der Dauphiné

Die Dauphiné [dofiˈne] (auch das Dauphiné; französisch le Dauphiné, also grammatisch männlich; deutsch veraltet Delfinat) ist eine historische Landschaft im Südosten Frankreichs zwischen der Rhône und der Grenze zu Italien, südlich von Savoyen und nördlich der Provence. Ihre Bewohner werden Dauphinois genannt; ebenso heißt der dort gesprochene Dialekt, der zur frankoprovenzalischen Sprache gezählt wird.

## Geographie
Die Dauphiné entspricht den heutigen Départements Isère, Drôme und Hautes-Alpes. Der Delfin (frz.: dauphin) ist heute noch das Wappentier dieser drei Départements.
Bekannte Gegenden sind die Dauphiné-Alpen mit dem Pelvoux, das von den Tälern der Romanche, der Durance und des Drac begrenzt wird, und deren Voralpen mit den regionalen Naturparks Vercors und Chartreuse. Sie sind touristisch gut erschlossen, während die flachere Niederdauphiné (Bas-Dauphiné) südöstlich von Lyon stärker landwirtschaftlich genutzt wird.
Die größten Städte der Dauphiné sind Grenoble (158.000 Einwohner, als Ballungsraum über 500.000 Einwohner), westlich des Vercors die Stadt Valence (65.000 Einwohner) und das am Südrand gegen die Provence liegende Gap (41.000 Einwohner).

## Wappen
Beschreibung: Im Blau und Gold gevierten Wappen drei goldene Lilien und ein blauer rotgeflosster Delfin.

## Geschichte

### Mittelalter
Die Dauphiné geht auf das Dauphiné de Viennois (Delphinat von Vienne) zurück, einen weitgehend eigenständigen Feudalstaat, der sich zwischen dem 11. und dem 14. Jahrhundert herausbildete und dessen teils frankoprovenzalisch-, teils okzitanischsprachige Territorien zum Königreich Burgund/Arelat und damit indirekt zum Heiligen Römischen Reich gehörten. Vor 1044 löste der Erzbischof von Vienne die Grafschaft Albon als separates Lehen aus der damaligen Grafschaft Vienne heraus. Sitz der Landstände dieses Territoriums wurde Grenoble. Graf Guigues IV. von Albon nannte sich in einem Dokument von 1122 erstmals Delfinus („Delfin“) und führte auch einen solchen in seinem Wappen. Seine Nachfolger übernahmen diesen Titel, der ins Französische übertragen Dauphin hieß. 1219 war die Hauptstadt Grenoble von einer katastrophalen Flut betroffen, als ein natürlicher Damm am Lac de Saint-Laurent brach.
Im Jahr 1349 verkaufte der kinderlose letzte Dauphin Humbert II., Gründer der Universität Grenoble, die Dauphiné an Karl, den Sohn des französischen Thronfolgers Johann, dankte ab und wurde Dominikaner. Der Vertrag bestimmte die Dauphiné zum Herrschaftsgebiet des jeweiligen Thronfolgers, womit es faktisch Teil des Königreichs Frankreich wurde. Daher stammt die Tradition, dass der jeweilige französische Kronprinz bei seiner Geburt die Dauphiné und damit den Titel „Dauphin“ erhielt. Im Jahr 1356 leistete der neue Dauphin Kaiser Karl IV. den Lehnseid. Sein Sohn, der spätere französische König Karl VI., wurde 1378 zum Reichsvikar für das Königreich Burgund ernannt. Ein Jahrhundert später wurde die Dauphiné der Krondomäne (Domaine royal) einverleibt und hörte damit auch de jure auf, Teil des römisch-deutschen Reichs zu sein.
Fast alle königlichen Dauphins trugen den Titel nur pro forma, hatten aber keinen besonderen Bezug zu diesem Gebiet. Der spätere König Ludwig XI. war der einzige designierte Thronfolger, der – während eines von seinem Vater Karl VII. verhängten Exils von 1447 bis 1456 – wirklich in der Dauphiné residierte und sie selbst verwaltete. Er gründete in dieser Phase 1452 die Universität Valence und errichtete 1453 das Parlement der Dauphiné als souveränen Gerichtshof.

### Neuzeit
In Affaire des Placards wurde die Dauphiné als Ausbreitungsgebiet des Luthertums in der Propaganda des französischen Königs benutzt. In den Hugenottenkriegen wurde die Dauphiné weitgehend zur hugenottischen Hochburg und wurde schließlich 1685 rekatholisiert.
Die Dauphiné ist eine der Wiegen der Französischen Revolution. Schon 1763 begann sie, sich gegen die königlichen Steuern aufzulehnen und ihre regionalen Freiheitsrechte zu schützen. 1788 verteidigten die Bewohner von Grenoble ihr Parlament (Gerichtshof) am Tag der Ziegel erfolgreich gegen königliche Truppen, die die Anordnung König Ludwigs XVI. durchsetzen sollten, alle souveränen Gerichtshöfe des Königreichs zu schließen und durch neue, weisungsgebundene hohe Gerichte zu ersetzen. Bis 1791 noch hielt sich das Parlament alter französischer Art, dann wurde es ohne Widerstand durch die Revolution aufgelöst. In diesem Jahr wurde die Dauphiné in die drei Départements Isère, Drôme und Hautes-Alpes aufgeteilt.
Im Zweiten Weltkrieg machte der deutsche Vormarsch 1940 an der Isère halt, und die Dauphiné wurde nach dem Waffenstillstand Teil der unbesetzten „freien Zone“ Frankreichs (zone libre), die zu einem nicht unerheblichen Teil von italienischen Truppen besetzt war. Als sich nach dem Fall von Stalingrad die deutsche Niederlage abzuzeichnen begann, wurden Teile der Dauphiné, vor allem das unzugängliche Massiv des Vercors, zu einer der wichtigsten Bastionen der nun wachsenden Widerstandsbewegung Résistance. Im Juni 1944, nach der Invasion der Alliierten in der Normandie, versuchten freiwillige paramilitärische Verbände, die von den Alliierten aus der Luft mit Waffen und Material versorgt wurden, deutschen Truppen den Weg nach Norden zu verlegen. Sie wurden daraufhin von zwei Gebirgsjägerdivisionen eingeschlossen und in harten Kämpfen aufgerieben.
Seit 1947 wird in dieser Region das renommierte Radetappenrennen Critérium du Dauphiné ausgetragen, das als wichtiges Vorbereitungsrennen für die kurze Zeit später stattfindende Tour de France gilt.

## Persönlichkeiten
- Henry Beyle, bekannt unter seinem Pseudonym Stendhal. In seinem Roman „Das Leben des Henry Brulard“ beschreibt er seine Kindheit und Jugend in Grenoble.
- Aymar du Rivail, Begründer der Rechtsgeschichte zu Beginn des 16. Jahrhunderts.
- Pierre du Terrail, Chevalier de Bayard, der „Ritter ohne Furcht und Tadel“, der in den italienischen Kriegen des 15. Jahrhunderts wegen seiner vorbildlichen Tapferkeit bekannt wurde.
- Louis François de Monteynard, Lieutenant-général und französischer Kriegsminister unter Ludwig XV.